# Pingguïta
La pingguïta és un mineral de la classe dels òxids. Rep el seu nom de la seva localitat tipus, el districte de Pinggu, a Beijing, Xina.

## Característiques
La pingguïta és un òxid de fórmula química Bi₆Te₂4+O13. Va ser aprovada com a espècie vàlida per l'Associació Mineralògica Internacional l'any 1993. Cristal·litza en el sistema ortoròmbic. La seva duresa a l'escala de Mohs es troba entre 5,5 i 6. L'exemplar que va servir per a determinar l'espècie, el que es coneix com a material tipus, es troba conservat al Museu Geològic de la Xina, a Beijing.
Segons la classificació de Nickel-Strunz, la pingguïta pertany a «04.JL - Tel·lurits amb anions addicionals, sense H₂O» juntament amb els següents minerals: rodalquilarita, mackayita, mroseïta, tlapallita i girdita.

## Formació i jaciments
Va ser descoberta a la zona d'oxidació del dipòsit d'or de Yangjia, al districte de Pinggu de la municipalitat de Beijing, a la Xina. També ha estat descrita a les pedreres de dolomita de Rędziny, a la Baixa Silèsia (Polònia), i a la mina Blue Bell, a Zzyzx, al comtat de San Bernardino (Califòrnia, Estats Units).